# Gertrude Coor Achenbach
Gertrude Coor Achenbach (geboren 2. September 1915 in Frankfurt am Main; gestorben 9. September 1962 in Princeton, New Jersey) war eine deutschamerikanische Kunsthistorikerin.

## Leben
Gertrude Achenbach war eine Tochter eines Frankfurter Rechtsanwalts und einer Malerin und Konzertpianistin. Sie besuchte die Schule in Frankfurt und schloss 1934/35 einen Aufenthalt am Wells College, Aurora, N.Y. an. Zurück in Deutschland durfte sie als Jüdin nicht weiterstudieren. Achenbach wich nach Perugia aus und ging von dort nach England und von dort 1938 in die USA, wo sie bis 1940 am Bryn Mawr College weiterstudierte. Ab 1945 arbeitete sie phasenweise an dem an der Princeton University von Charles Rufus Morey initiierten Index of Christian Art mit. Sie heiratete 1946 den Arzt Thomas Coor. Bei Richard Offner am Institute of Fine Arts an der New York University wurde sie 1948 mit einer Arbeit über Coppo di Marcovaldo promoviert.
Coor Achenbach arbeitete als freiberufliche Kunsthistorikerin und nahm Lehraufträge an der Rutgers University wahr, ab 1959 hatte sie dann eine Stelle als Research Associate am Institute for Advanced Study in Princeton. Für Millard Meiss bereitete sie ein Werk über die Buchmalerei in der Zeit von Jean de Berry vor.

## Schriften (Auswahl)
- A Visual Basis for the Documents Relating to Coppo di Marcovaldo and his Son Salerno. Art Bulletin. 28 (4), 1946
- Coppo di Marcovaldo: His art in relation to the art of his time. Marsyas Studies in the History of Art. 5: 1, 1948
- Neroccio de' Landi, 1447–1500. Princeton, NJ: Princeton University Press, 1961